# Glyvralon
Glyvralon er et historisk bygningsværk i Glyvrar, Færøerne, som blev opført tidligt i det 20. århundrede.

## Historie
Glyvralon blev opført kort før 2. verdenskrig, og er designet i Barokstilen. Glyvralon er indrettet med møbler fra tidligt i det 19. århundrede. Huset står frit i en stor terræn, hvor der går får og andre dyr.
Lidt syd for huset står den store nye Bakkafrost fabrik.
Den færøske arkitekt Niels Pauli í Heimistovu designede huset tidligt i det 20. århundrede, og skolelæreren på øen, Christian Bjarnadal, lod huset bygge i 1930'erne. Dog flyttede ægteparret ikke ind i huset før efter krigen, da Skålefjorden var hårdt ramt af krigen. Nogle år efter, at de flyttede ind i huset var de nødt til at flytte ud igen, og huset stod derefter tomt lige frem til først i det 21. århundrede. Da den nye ejer af huset overtog ejendommen var ejendommen ikke i god stand, og der skulle mange penge til at reparere den gamle ejendom. Reparationen blev afsluttet i 2019, efter knap 20 år med reparationer. 
Ligesom andre bygningsværk som var bygget i samme tidsperiode var Glyvralon bygget så godt som kun med beton. Før krigen var beton det billigste at skaffe, og andre byggematerialer som f.x. tømmer, som var det mest sædvanlige at bygge huse på Færøerne med, var svært at få fat i.  Andre eksempler på betonbygninger fra samme tidsperiode er Spinnaríið i Klaksvík og Gula Smiðja i Saltangará.

## Glyvralon i dag
Efter at ægteparret Bjarnadal flyttede stod huset tomt i omkring 50 år, og da den  nye ejer overtog huset var det ikke i god stand. Bygningsværket blev færdigt repareret i 2019, og er nu repareret til sin originale stand, dog med nogle justeringer, for at kunne opholde turister og besøgende. Huset er i dag åbent for offentligheden. 